# Ludy Sels
Ludy Sels (Melle, 29 juni 1941 – Gent, 22 juli 1996) was een Belgisch autodidactisch kunstschilder en striptekenaar.

## Biografie
Sels volgde secundair onderwijs (Grieks-Latijns) op het College Melle van de paters Jozefieten in Melle en studeerde Germaanse talen aan de universiteit in Gent. Daarna gaf hij les aan het Technisch Instituut Onze-Lieve-Vrouw van Bijstand in Kortrijk.
Vanaf 1957 begon hij te schilderen: kopieën van werken van Bouts, Justus van Gent, Rembrandt, Goya op doek en panelen. Hij volgde nooit kunstonderwijs. Hij vervolmaakte op eigen kracht zijn techniek en bereikte zo zijn eigen stijl.
In 1960, tijdens zijn eerste jaren aan de universiteit, kon hij zijn werken tentoonstellen in de Universitaire Bibliotheek R.U.G. en in 1961 in de Salons van de Arteveldeclub, in samenwerking met Germania.
Tijdens zijn loopbaan als leraar talen werkte hij verder aan de ontwikkeling van zijn eigen stijl:
Van licht psychedelische schilderijen, via postergrafiek (zeefdruk) rond de figuur van Bob Dylan (1969-1971) en gestimuleerd door Marcel Maeyer, ging hij over tot het schilderen van hyperrealistische werken. In die stijl bleef hij verder schilderen tot aan zijn dood.
Naast schilderen, tekende Sels ook twee stripverhalen: een ongepubliceerde stripversie van De Hobbit van J.R.R. Tolkien (1973) en het stripverhaal Het Graf van Antiochus (1988) dat verscheen in afleveringen in de 43e jaargang van het weekblad Kuifje – Tintin. In 1979 tekende hij de cover van de illegale uitgave van De gekalibreerde kwibus van Willy Vandersteen, die in juni 1981 in de 'Strip Klassiek'-reeks verscheen en in 1983 tekende hij de cover voor de strip De Hoed van Geeraard De Duivel van Marc Sleen.
Sels stierf aan de gevolgen van longkanker in Gent op 22 juli 1996.

## Tentoonstellingen

### Privé-tentoonstellingen
- Funeraire Portretten:Spectrum Gallery, Antwerpen, 1976
- Onverwachte Aspecten van de Akropolis: Vincke- Van Eyck, Gent, 1984
- Egypte Contemplatie en Meditatie over Dood
- Landskouter ‘Geborgenheid van het Thuisland: Afgelaste tentoonstelling in Galerie De Zwarte Panter, Antwerpen. Postuum in Galerie Spaarkrediet, Brugge, 1997

### Groepstentoonstellingen
- Recente Aspecten van de Hedendaagse Beeldende Kunst: Kortrijk,1977
- Bekaert Design: Gent, 1978
- Hyper +  Réalistes Belges: Libramont, Doornik, Luxemburg, Luik, 1978
- Realisme in de Hedendaagse Kunst: Kunstgalerij Aksent, Tielt, 1987